# باولو مانتوفاني
باولو مانتوفاني (بالإيطالية: Paolo Mantovani)‏ (روما، 9 أبريل 1930 - جنوة، 14 أكتوبر 1993) هو رجل أعمال إيطالي ومدير رياضي.